# حكومة الحسن الثاني الرابعة
حكومة الحسن الثاني الرابعة هي الحكومة العاشرة للمملكة المغربية منذ استقلالها عام 1955. تشكلت يوم 8 يونيو 1965 وحُلت يوم 11 نونبر 1967.

## التركيبة الحكومية
- رئيس المجلس: الملك الحسن الثاني
- وزير الدولة: محمد الزغاري
- وزير الشؤون الموريتانية والصحراء المغربية: مولاي  الحسن بندريس
- وزير العدل: عبد الهادي بوطالب
- وزير الشؤون الخارجية: أحمد الطيب بنهيمة
- وزير التنمية: محمد الشرقاوي
- وزير الدفاع الوطني: الجنرال محمد مزيان الزهراوي
- وزير الداخلية: الجنرال محمد أوفقير
- وزير الشؤون الإدارية: امحمد باحنيني
- وزير التربية الوطنية والفنون الجميلة والشبيبة والرياضة: محمد بنهيمة
- وزير المالية: مامون الطاهري
- وزير الفلاحة والإصلاح الزراعي: المحجوبي أحرضان
- وزير الأشغال العمومية والنقل: أحمد العسكي
- وزير التجارة: عبد الحميد الزموري
- وزير الصحة العمومية: العربي الشرايبي
- وزير الصناعة العصرية والمناجم والسياحة والصناعة التقليدية: محمد لغزاوي
- وزير الأوقاف والشؤون الإسلامية: أحمد بركاش
- وزير البريد والمواصلات السلكية واللاسلكية: محمد حدو الشيكر
- وزير التشغيل والشؤون الاجتماعية: عبد الحفيظ بوطالب
- وزير الإعلام: أحمد مجيد بنجلون
- كاتب الدولة في الشؤون الخارجية: عبد الله الشرفي
- كاتب الدولة لدى وزارة الشؤون الإدارية: بدر الدين السنوسي
- كاتب الدولة لدى وزير السياحة والصناعة التقليدية: عبد الرحمان الكوهن